# Janowa (Otmuchów)
Janowa (deutsch Johnsdorf) ist ein Dorf der Stadt- und Landgemeinde Otmuchów im Powiat Nyski in der Woiwodschaft Opole in Polen.

## Geographie

### Geographische Lage
Das Straßendorf Janowa liegt im Südwesten der historischen Region Oberschlesien. Der Ort liegt etwa 9 Kilometer nordwestlich des Gemeindesitzes Otmuchów, etwa 17 Kilometer nordwestlich der Kreisstadt Nysa und etwa 72 Kilometer südwestlich der Woiwodschaftshauptstadt Opole. Etwa vier Kilometer westlich des Dorfes liegt die Grenze zur Woiwodschaft Niederschlesien.
Janowa liegt in der Przedgórze Sudeckie (Sudetenvorgebirge) innerhalb der Wzgórza Niemczańsko-Strzelińskie (Nimptsch-Strehlen-Höhen). Südlich des Ortes fließt der Maciejowicki Potok (Matzwitzer Wasser).

### Nachbarorte
Nachbarorte von Janowa sind im Nordosten Ogonów (Ogen), im Südosten Starowice (Starrwitz), im Süden Maciejowice (Matzwitz) sowie im Westen Lasowice (Laßwitz).

## Geschichte

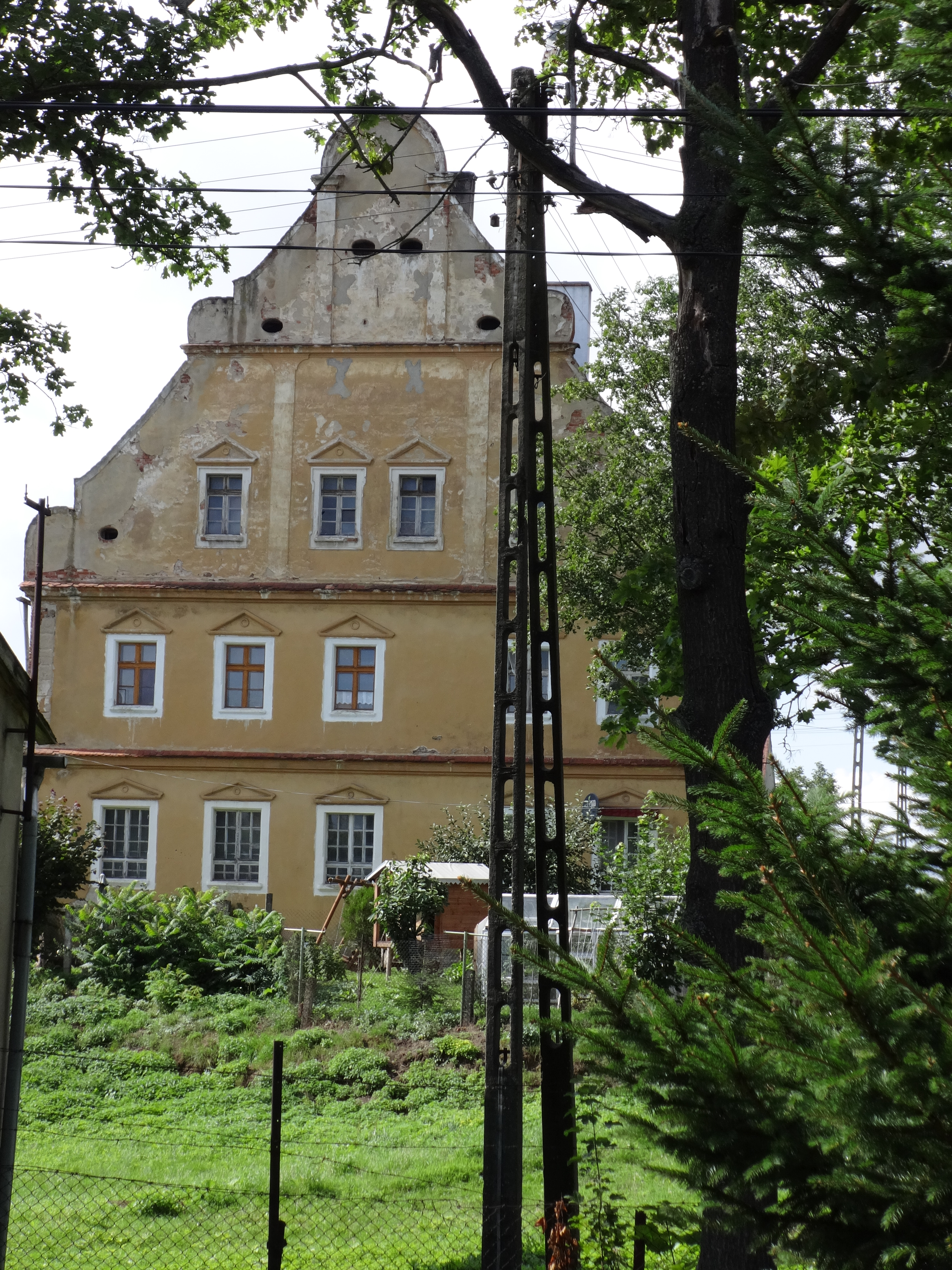
Schloss Johnsdorf

In dem Werk Liber fundationis episcopatus Vratislaviensis aus den Jahren 1295–1305 wird der Ort erstmals als Janowiczi erwähnt. Für das Jahr 1374 ist die Ortsbezeichnung Jonsdorff überliefert.
Nach dem Ersten Schlesischen Krieg 1742 fiel Johnsdorf mit dem größten Teil Schlesiens an Preußen.
Nach der Neuorganisation der Provinz Schlesien gehörte die Landgemeinde Johnsdorf ab 1816 zum Landkreis Grottkau im Regierungsbezirk Oppeln. 1845 bestanden im Dorf eine katholische Wallfahrtskirche, eine Schankwirtschaft, eine Brennerei sowie 21 weitere Häuser. Im gleichen Jahr lebten in Johnsdorf 143 Menschen, davon fünf evangelisch. 1855 lebten 133 Menschen in Johnsdorf. 1865 bestanden im Ort sieben Freigärtnerstellen, sechs Häuslerstellen und eine Mühle. Eingeschult und eingepfarrt waren die Dorfbewohner nach Laßwitz. 1874 wurde der Amtsbezirk Lobedau gegründet, welcher aus den Landgemeinden Johnsdorf, Laßwitz und Lobedau und den Gutsbezirken Johnsdorf und Lobedau bestand. 1885 zählte Johnsdorf 65 Einwohner.
1933 lebten in Johnsdorf 188 sowie 1939 167 Menschen. Bis Kriegsende 1945 gehörte der Ort zum Landkreis Grottkau.
Als Folge des Zweiten Weltkriegs fiel Johnsdorf 1945 wie der größte Teil Schlesiens unter polnische Verwaltung. Nachfolgend wurde es in Janowa umbenannt und der Woiwodschaft Schlesien angeschlossen. Die deutsche Bevölkerung wurde weitgehend vertrieben. 1950 wurde es der Woiwodschaft Oppeln eingegliedert. 1999 kam der Ort zum wiedergegründeten Powiat Nyski. 2006 lebten 169 Menschen im Ort.

## Sehenswürdigkeiten
Unter Denkmalschutz steht heute:
- Das Schloss Johnsdorf wurde in der zweiten Hälfte des 17. Jahrhunderts im Stil des Barocks erbaut. Das zweigeschossige Gebäude besitzt ein Mansardendach und ein Stufengiebel.[9] Das Gebäude wurde 1966 unter Denkmalschutz gestellt.[10]

Außerdem gibt es:
- Die römisch-katholische Rochuskirche (poln. Kościół św. Rocha) wurde 1913 erbaut.[11]

- Denkmal für die gefallenen Soldaten des Ersten Weltkriegs